# Didier Tholot
Didier Tholot, né le 2 avril 1964 à Feurs (Loire), est un footballeur français reconverti au poste d'entraîneur. Il revient pour la 4e fois au FC Sion pour la saison 2023-2024, en Challenge League, la 2e division Suisse.

## Biographie

### Carrière de joueur
Après sa formation à l'INF Vichy, il signe au SC Toulon en Division 1 en 1984 et débute alors dans l'élite lors de la saison 1984-1985. Après trois saisons de formation, il rejoint le promu niortais, avec lequel il joue pendant deux saisons.
En 1990, il signe au Stade de Reims, mais le club champenois, en proie à des difficultés financières, est rétrogradé malgré de solides performances personnelles (14 buts en 34 matchs). Didier signe alors pour deux ans à l'AS Saint-Étienne, mais à l'issue d'une deuxième saison où il joue moins, il décide de rejoindre le FC Martigues fraîchement Champion de Division 2. Il y effectue deux bonnes saisons, inscrivant au total 27 buts en championnat, lui permettant de signer aux Girondins de Bordeaux. 
Aux Girondins, Didier connaît des sommets, jouant notamment aux côtés de Zinédine Zidane, de Christophe Dugarry et de Bixente Lizarazu. Il inscrit notamment le premier but des bordelais lors du match d'anthologie Bordeaux-Milan AC (3-0) en quarts de finale de la Coupe UEFA 1996. Il disputera la finale de cette dernière et la finale de la Coupe de la Ligue la saison suivante, aux côtés de Jean-Pierre Papin. 
En 1997, il signe à Sion et poursuivra sa carrière en Suisse, notamment au FC Bâle, au Young Boys et au FC Vevey Sports, où il commencera sa reconversion professionnelle d'entraîneur en tant qu'entraîneur-joueur.

### Carrière d'entraîneur
En janvier 2002, il est diplômé du DEF (Diplôme d'entraîneur de football). À la suite d'une prestation remarquée au FC Vevey, les services de Tholot sont retenus pour une première fois par le club suisse de Sion lors de la saison 2003-2004. Il part ensuite diriger la formation française de Libourne-Saint-Seurin alors en National. 
Dès sa première saison avec les pingouins, il termine troisième et obtient la montée en Ligue 2. En mai 2006, il obtient le DEPF, plus haut diplôme d'entraîneur en France. En 2006-2007, son club réalise une honorable saison puisqu'il se maintient avec la 17e place. En 2007-2008, le club de Libourne se voit toutefois relégué en National. 
En juin 2008, Tholot rejoint le Stade de Reims où il sera remplacé par Luis Fernandez à la trêve de décembre.
À partir d'avril 2009, il reprend l'équipe du FC Sion en Suisse avec pour mission de sauver le club de la relégation. Tholot fera mieux puisque non seulement le maintien est assuré mais, de surcroît, le club remporte la Coupe de Suisse. Il quitte le club le 21 mai 2010. 
Le 2 juin 2010, Tholot devient entraîneur de Châteauroux, club de Ligue 2, prenant la suite de Jean-Pierre Papin. Après trois saisons où il réussit à maintenir le club en Ligue 2, il est remercié le 28 octobre 2013, au bout de 12 journées.
Le 24 mai 2014, il rejoint le Sporting Club de Bastia en qualité d'entraîneur adjoint auprès de Claude Makelele. Ce dernier est limogé le 3 novembre 2014, Didier Tholot refuse alors de prendre le poste d'entraîneur par "loyauté" envers lui et quitte également le Sporting Club de Bastia.

#### FC Sion (2014-2016)
Le 16 décembre 2014, il signe un nouveau contrat avec le FC Sion, y effectuant son troisième passage. Il y réalise un parcours semblable à celui de 2009, maintenant le club dans l'élite et remportant la Coupe de Suisse en 2015 pour une seconde fois. Lors de la saison 2015-2016, le FC Sion se qualifie pour les seizièmes de finale de la Ligue Europa, sortant d'un groupe comptant également Liverpool Football Club, les Girondins de Bordeaux et le FK Rubin Kazan. Tholot quitte Sion le 12 août 2016 d'un commun accord avec Christian Constantin. Le club sédunois est alors lanterne rouge et vit un début de saison catastrophique dont le bilan, après la quatrième journée, est d'une seule victoire contre trois défaites.

#### AS Nancy-Lorraine (2018)
Le 3 avril 2018, il est nommé entraîneur de l'AS Nancy Lorraine, prenant la suite de Patrick Gabriel pour tenter de maintenir le club en Ligue 2. Une mission accomplie lors de la toute dernière journée de championnat, grâce à une victoire par 3-0 contre l'US Orléans, son contrat est prolongé de deux saisons jusqu'en 2020.
Le début de saison en Ligue 2 est catastrophique avec sept défaites lors des sept premiers matchs sans inscrire le moindre but. L'ASNL bat le record du premier but de la saison le plus tardif avec 677 minutes sans marquer contre 650 pour La Roche VF lors de la saison 1992-1993 et ne remporte que son premier match lors de la huitième journée. Il est démis de ses fonctions le 27 octobre 2018 et laisse son équipe dernière avec une victoire, deux nuls, neuf défaites sur douze matchs disputés et seulement quatre buts inscrits. 

#### Pau FC (2020-2023)
Le 18 mai 2020, il est nommé entraîneur du Pau FC, promu en Ligue 2 pour la saison 2020-2021.
À l'issue de la saison saison 2021-2022, Didier Tholot est nommé pour le trophées UNFP du Meilleur Entraîneur de Ligue 2. Entraîneur passionné et déterminé, il a accompli sa mission en guidant le Pau FC vers le maintien en Ligue 2 pendant 3 saisons de rang (2020-2021, 2021-2022 et 2022-2023). 
Cependant, cette dernière saison éprouvante l'a laissé au bord de l'épuisement et a soulevé des interrogations quant à sa capacité à repartir.  Cette saison 2022-2023 a en effet été la plus difficile de l'histoire de Pau, à la fois sur le plan émotionnel et physique. 
Après une première partie d'exercice sereine, le club béarnais perd du terrain sur la zone rouge durant la seconde moitié du championnat, et se retrouve 17e et virtuellement relégable à deux journées de la fin. Le déplacement à Rodez, qui lutte aussi pour sa survie en Ligue 2, ressemble alors au match de la dernière chance. "On va faire mentir tout le monde et on va dire qu'on est encore là, et on sera là", déclare Didier Tholot en conférence de presse, à la veille de ce voyage crucial en terre aveyronnaise. Ses hommes sonnent la révolte, s'imposent à Paul-Lignon (2-3) et rebasculent du bon côté du classement. Dans son antre du Nouste Camp, le Pau FC valide son maintien une semaine plus tard, en disposant de Caen (1-0). Les Jaune et Bleu réussissent à obtenir 47 points, soit seulement deux unités de moins que l'exercice précédent. Tholot reconnaît la dureté de cette saison, mais il ne sait pas encore s'il la considère comme la plus belle.
À l'issue de cette saison compliquée, il décide de ne pas poursuivre son aventure avec le club palois. Quelques jours plus tard, il s'engage avec le FC Sion, relégué en Challenge League, la 2e division en Suisse. C'est son 4e passage dans ce club situé dans la canton du Valais. 

## Palmarès

### Comme joueur
- Finaliste de la Coupe UEFA en 1996 avec les Girondins de Bordeaux
- Finaliste de la Coupe de la Ligue en 1997 avec les Girondins de Bordeaux

### Comme entraîneur
- Vainqueur de la Coupe de Suisse en 2009 et 2015 avec le FC Sion
- Vainqueur de la Challenge League en 2024 avec le FC Sion

## Distinction
- Meilleur buteur de la coupe de France 1996-1997 (3 buts)